# جيرالد كوران
جيرالد كوران هو محامي وسياسي أمريكي، ولد في 20 مارس 1939 في بالتيمور في الولايات المتحدة، وتوفي بنفس المكان في 27 مارس 2013. نشط حزبياً في الحزب الديمقراطي. وقد انتخب عضو مجلس النواب لولاية ماريلند ‏.